# Eopsaltria georgiana
Eopsaltria georgiana là một loài chim trong họ Petroicidae.
Đây là loài đặc hữu của vùng tây nam Australia. Loài này ít vận động, với các cặp hoặc nhóm nhỏ duy trì lãnh thổ.

## Hình ảnh

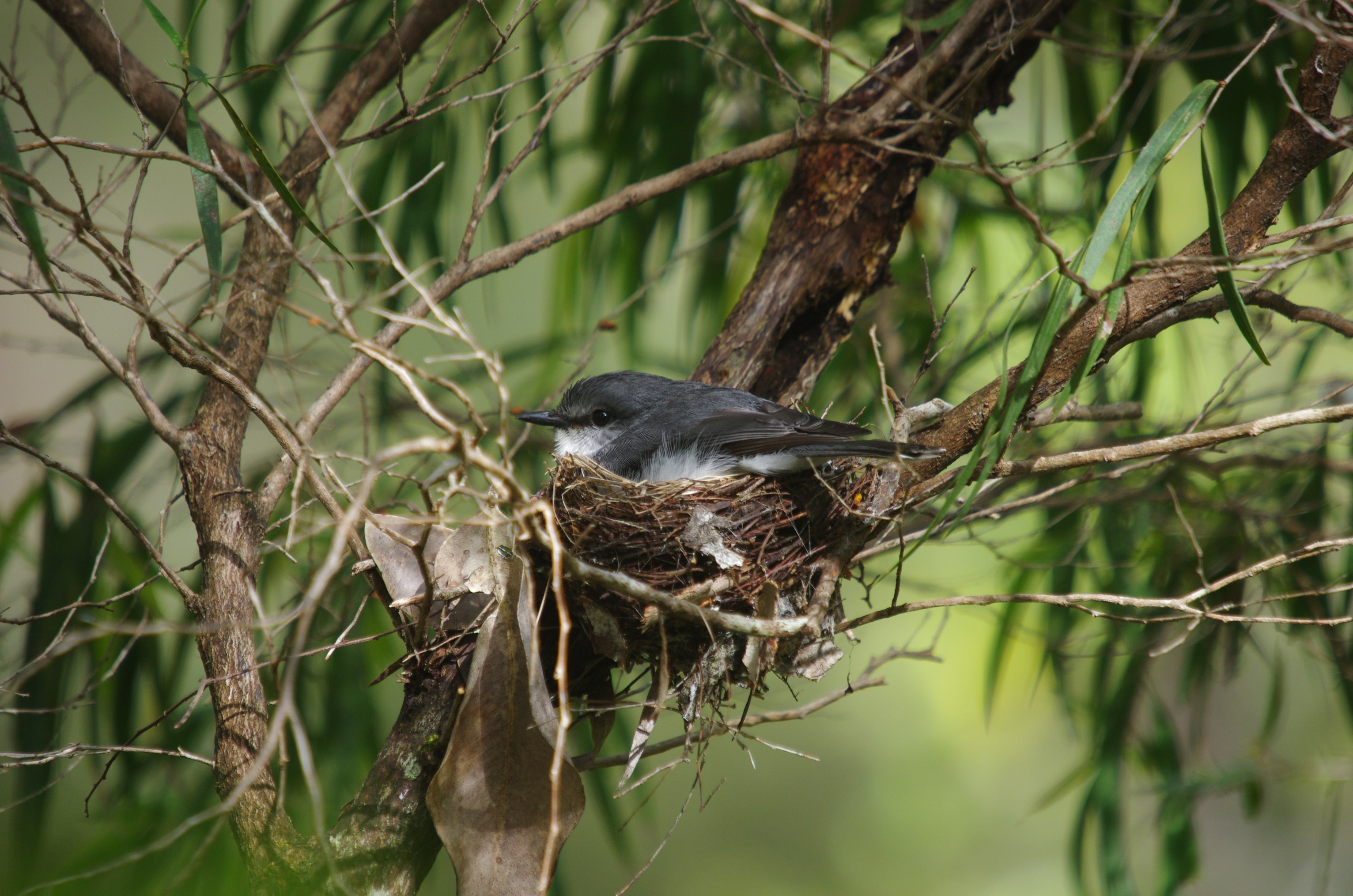
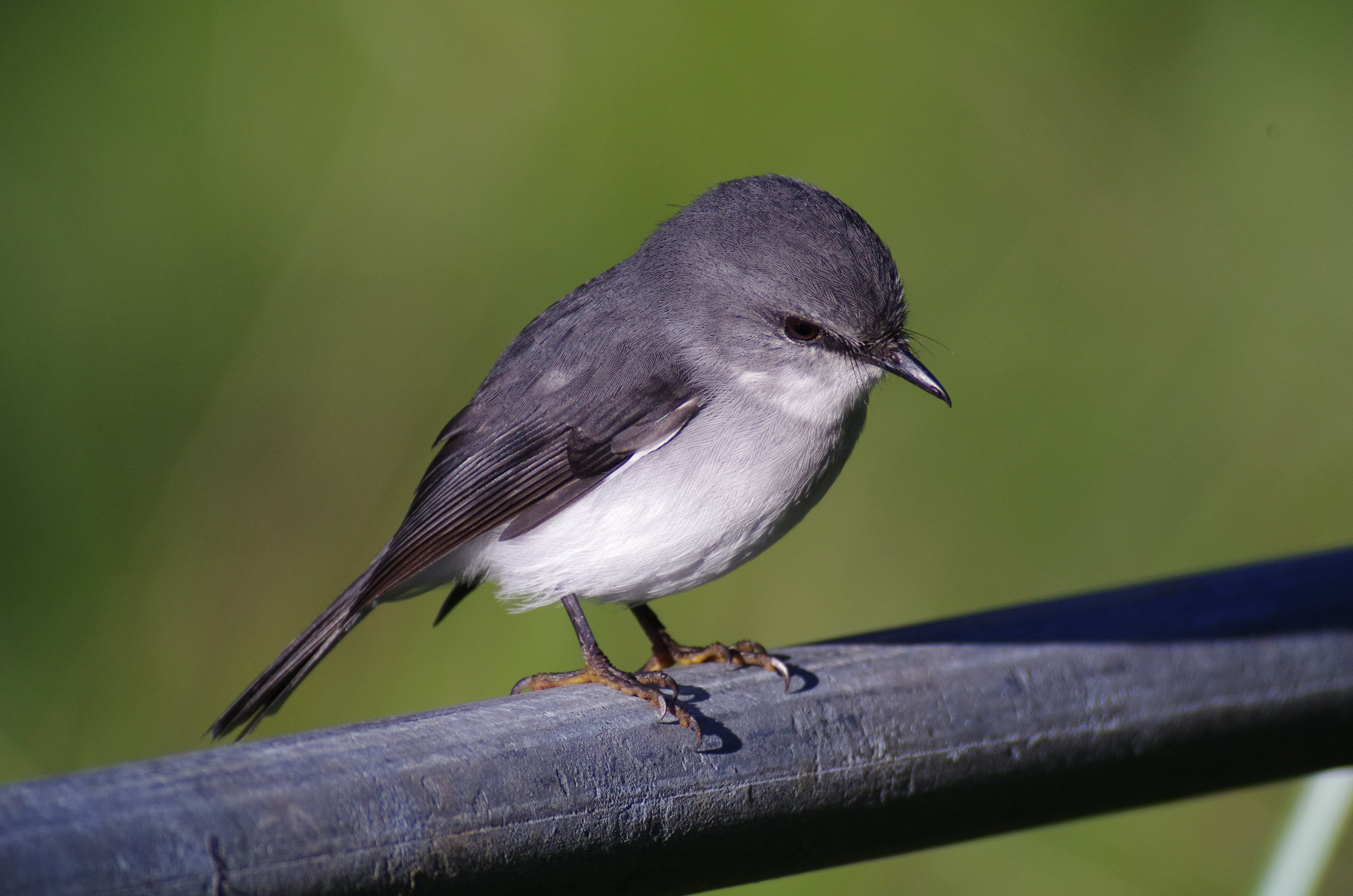